# Марку Айроза
Марку Айроза (порт. Marco Airosa, нар. 6 серпня 1984, Луанда) — ангольський футболіст, захисник клубу АЕЛ.
Виступав, зокрема, за клуб АЕЛ, а також національну збірну Анголи.

## Клубна кар'єра
Народився 6 серпня 1984 року в місті Луанда. Вихованець футбольної школи португальського клубу «Пескадорес».
До основної команди «Пескадорес» залучався з 2003 року, в матчах чемпіонату в її складі не виступав.
Під час португальського періоду своєї кар'єри. з 2004 по 2011 рік, грав у складі команд клубів «Алверка», «Баррейренсі», «Уніан Лейрія», «Ольяненсі», «Фатіма» (не зіграв жодного матчу), «Насьонал» (під час виступів команди в Прімейра-Лізі) та «Авеш» (не зіграв жодного матчу).
Привернув увагу представників тренерського штабу клубу АЕЛ, до складу якого 27-річний гравець приєднався 2011 року на правах оренди. Відіграв за лімасольську команду наступні три сезони своєї ігрової кар'єри. Більшість часу, проведеного у складі АЕЛа, був основним гравцем захисту команди. У складі клубу став переможцем чемпіонату Кіпру.
До складу клубу АЕЛ на повноцінній основі приєднався 2014 року. Відтоді встиг відіграти за лімасольську команду ще 40 матчів в національному чемпіонаті.

## Виступи за збірну
1 березня 2006 року дебютував у складі національної збірної Анголи в програному (0:1) товариському матчі проти Південної Кореї. Наразі провів у формі головної команди країни 27 матчів.
У складі збірної був учасником чемпіонату світу 2006 року у Німеччині, Кубка африканських націй 2008 року у Гані, Кубка африканських націй 2012 року у Габоні та Екваторіальній Гвінеї, Кубка африканських націй 2013 року у ПАР.

## Статистика в збірній
| Дата           | Турнір | Матч           | Матч | Матч      | Статистика        |
| -------------- | ------ | -------------- | ---- | --------- | ----------------- |
| 1 березня 2006 | ТМ     | Південна Корея | 1:0  | Ангола    | повний матч       |
| 2 червня 2006  | ТМ     | Ангола         | 2:3  | Туреччина | Вийшов на 81'     |
| 23 січня 2008  | КАН    | ПАР            | 1:1  | Ангола    | Замінений на 86', |
| 27 січня 2008  | КАН    | Сенегал        | 1:3  | Ангола    | Повний матч       |
| 31 січня 2008  | КАН    | Туніс          | 0:0  | Ангола    | Замінений на 69'  |
| 4 лютого 2008  | КАН    | Єгипет         | 2:1  | Ангола    | Повний матч       |
| 12 жовтня 2008 | ВЧМ    | Ангола         | 3:1  | Нігерія   | Повний матч       |